# 南小国町立南小国中学校
南小国町立南小国中学校 (みなみおぐにちょうりつみなみおぐにちゅうがっこう) は熊本県阿蘇郡南小国町赤馬場にある公立の中学校。

## 概要
歴史
1947年（昭和22年）の学制改革で、新制中学校として創立。現校名となったのは1969年（昭和44年）。2022年（令和4年）には創立75周年を迎えた。
校訓
「自主・礼節・健康」
校章
中央に校名の略称である「南中」の文字（縦書き）を配している。
校歌
1948年（昭和23年）制定。作詞は山口白陽、作曲は島田美智による。歌詞中の校名の「南小国」が登場する。
通学区域
南小国町全域
- 南小国町立市原小学校区 
- 南小国町立中原小学校区 
- 南小国町立りんどうヶ丘小学校区 

連携型 中高一貫教育
2002年（平成14年）4月より熊本県立小国高等学校との間で、連携型の小中一貫教育を行っている。

## 沿革
- 1947年（昭和22年）- 学制改革が行われる（六・三制の実施）。
  - 4月1日 - 南小国村内の国民学校6校（市原・中原・波居原・黒川・星和・満願寺）の初等科がそれぞれ新制小学校に改組・改称。
  - 4月 - 国民学校高等科が青年学校普通科とともに、新制中学校「南小国村立南小国中学校」に改組・改称。市原小学校に併設。
  - 5月 - 星和・黒川・中原分校を開設。
    - 星和分校（星和小学校に併置）
    - 黒川分校（黒川小学校に併置）
    - 中原分校（中原小学校に併置）
- 1948年（昭和23年）
  - 8月12日 - 本校舎が完成。
  - 8月15日 - 校歌を制定。
  - 8月31日 - 新校舎に移転を完了。本校および中原分校の生徒を収容。これにより、中原分校を廃止。
  - 11月 - 校舎落成式を挙行。
- 1949年（昭和24年）3月31日 - 青年学校が廃止される。
- 1952年（昭和27年）9月 - 農業教室等が完成。
- 1953年（昭和28年）3月 - 校地を拡張。
- 1954年（昭和29年）5月 - 第二校舎（木造2階建て3教室）を増築。
- 1956年（昭和31年）
  - 2月 - ミルク給食を開始。
  - 3月 - 家庭科教室および給食室が完成。
  - 11月 - 校門が完成。
- 1958年（昭和33年）3月 - 寄宿舎を改築。
- 1959年（昭和34年）11月 - 体育館が完成。
- 1963年（昭和38年）
  - 3月 - 小学校講堂を中学校校舎として移築。
  - 7月 - 女子寮が完成。
- 1964年（昭和39年）
  - 4月1日 - 星和分校および黒川分校を廃止。
  - 5月 - 寄宿舎第3寮を開設。
- 1967年（昭和42年）7月 - 女子寮を増築。
- 1968年（昭和43年）7月 - 冬服の制服を改定。
- 1969年（昭和44年）11月1日 - 町制施行により、「南小国町立南小国中学校」（現校名）と改称。
- 1970年（昭和45年）10月 - 男子寮が完成。
- 1971年（昭和46年）4月 - 特殊学級を開設。
- 1972年（昭和47年）10月 - プールが完成。
- 1975年（昭和50年）1月 - 体育館ステ－ジで火災が発生。同年6月に修復。
- 1976年（昭和51年）2月 - 運動場を拡張。
- 1978年（昭和53年）10月 - 鉄筋コンクリート造新校舎が完成。
- 1979年（昭和54年）9月 - 町民プ－ル開きを実施。
- 1984年（昭和59年）5月 - 運動場を拡張。
- 1986年（昭和61年）9月 - 部室が完成。
- 1990年（平成2年）7月 - 集中豪雨により土砂崩れが発生。
- 1992年（平成4年）3月 - 普通教室・情報学習室棟が完成。
- 1994年（平成6年）3月 - 寄宿舎が完成、男子寮と女子寮を統合。
- 1997年（平成9年）10月26日 - 創立50周年記念式典を挙行。
- 2000年（平成12年）9月 - 校舎の外装大規模工事が完了。
- 2001年（平成13年）9月 - 校舎の内装大規模工事が完了。
- 2002年（平成14年）4月 - 熊本県立小国高等学校との間で小国地区中高一貫教育教育（連携型）を実施。
- 2005年（平成17年）
  - 4月 - 新体育館が完成。
  - 5月 - この時の体育大会から従来の9月開催を5月開催に変更。
- 2006年（平成18年）4月 - 2学期制を実施。
- 2022年（令和4年）8月30日 - 学校情報化優良校に認定される[3]。

## 交通アクセス
最寄りのバス停留所
- 九州産交バス 「市原」停留所

最寄りの幹線道路
- 国道212号
- 熊本県道134号南小国上津江線
- 熊本県道40号南小国波野線

## 周辺
南小国町の中心部に位置している。
- 南小国町学校給食センター
- 南小国町立市原小学校
- 南小国町役場
- 小国警察所赤馬場警察官駐在所
- 南小国郵便局
- 肥後銀行南小国出張所
- 南小国町商工会
- 南小国町 山村広場
- 馬場川